# Alain Bono
Alain Elvis Bono Mack Mboune (ur. 19 grudnia 1983 w Duali) – kameruński piłkarz występujący na pozycji obrońcy lub pomocnika.

## Kariera klubowa
Wychowanek akademii piłkarskiej Paris Saint-Germain FC. Jako nastolatek przeniósł się do Włoch, gdzie trenował w szkółkach kolejno: AC Reggiana, Ancona Calcio, Brescia Calcio oraz Lecco Calcio. W 2001 roku został graczem Ternana Calcio (Serie B), gdzie rozpoczął karierę na poziomie seniorskim. W klubie tym występował do 2007 roku, będąc w międzyczasie wypożyczanym do US Alessandria Calcio (Serie C2) i Paternò Calcio (Serie C1). W przerwie zimowej sezonu 2006/07 przeniósł się do Teramo Calcio, gdzie spędził jedną rundę.
W połowie 2007 roku podpisał kontrakt z Widzewem Łódź prowadzonym przez Michała Probierza. 5 sierpnia 2007 zadebiutował w I lidze w zremisowanym 0:0 meczu przeciwko GKS Bełchatów. W styczniu 2008 roku z powodu niezadowalającej formy sportowej został przesunięty do drużyny rezerw i wkrótce po tym rozwiązano z nim umowę. Ogółem rozegrał on dla Widzewa 5 ligowych spotkań w których nie zdobył żadnej bramki. We wrześniu 2008 roku, po odbyciu testów, został zawodnikiem występującego w Championnat National klubu Paris FC. Po półrocznym epizodzie odszedł z zespołu i przez 1,5 roku pozostawał bez pracodawcy, kiedy to w czerwcu 2010 roku został graczem mistrza Kazachstanu FK Aktöbe. W barwach tego klubu zadebiutował w europejskich pucharach, biorąc udział w eliminacjach Ligi Mistrzów 2010/11. W połowie 2011 roku, po rozegraniu 28 spotkań w Premjer Ligasy, odszedł z zespołu.
We wrześniu tego samego roku podpisał umowę z Kuopion Palloseura. 9 września 2011 zadebiutował w Veikkausliidze w wygranym 2:1 meczu z Interem Turku. 24 września 2011 wystąpił w finale Pucharu Finlandii, w którym jego zespół uległ po dogrywce 1:2 Helsingin Jalkapalloklubi. Po zakończeniu sezonu 2011, w którym rozegrał on 9 spotkań i zdobył 1 gola, odszedł z klubu i kontynuował karierę na poziomie amatorskim we Francji.